# Hennenweidach
Hennenweidach ist ein Gemeindeteil der Gemeinde Bergheim im oberbayerischen Landkreis Neuburg-Schrobenhausen.

## Lage
Der Weiler von etwa zehn Gebäuden liegt an der nördlichen Landkreisgrenze an der Verbindungsstraße zwischen Bergheim und der Gemeinde Egweil im Landkreis Eichstätt auf den Ausläufern des Fränkischen Jura.

## Geschichte
1214 wurde im Pappenheimer Urbar erstmals Hennenweidach erwähnt, bestehend aus den drei Höfen Burckhartshof, des Ulrichs Hof und der Moserin Hof. In den folgenden Jahrhunderten wechselten die Besitzer immer wieder. So werden als Besitzer genannt:
- 1338 Heinrich von Gumpenberg
- 1392 Hans von Gumpenberg
- 1454 Hanns Schramm, Bürger zu Ingolstadt, erhält den Zehnt
- 1477 Kloster Bergen (ebenfalls Zehent-Besitz)
- ab 1531 ein Hof in Erbrecht des Hans Hirsch und seiner Hausfrau Catharina v. Steinling
- 1639 erhält der neuburgische Kanzler und Pfleger zu Bergheim von Giese für einen der zu diesem Zeitpunkt nur noch zwei Höfen die Landsassenfreiheit
- später zur Hofmark Sinning gehörend
- beide Höfe zu zwei Teilen dem Kloster Bergen und zu einem Teil dem Pfarrer von Bergheim zehentbar
- 1803 Besitzwechsel von Simon Lehenmeier zu Freiherr von Weveld (aus Sinning; in pfalz-neuburgischen Hofdiensten)

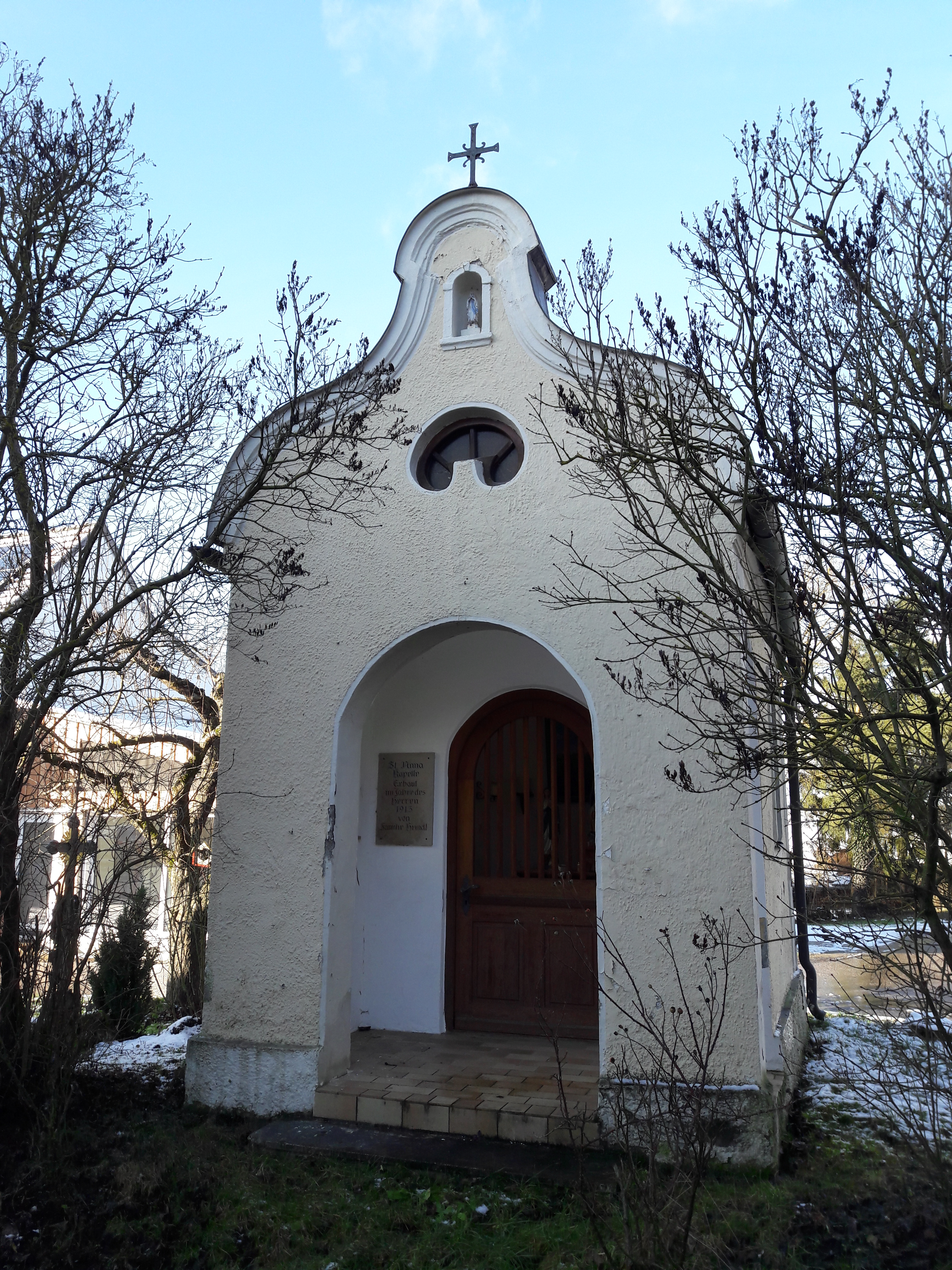
Kapelle Sankt Anna in Hennenweidach

Die katholische Kapelle St. Anna des Weilers mit geschweiftem Giebel wurde 1910 bis 1912 durch den Landwirt Heindl erbaut. Sie steht unter Denkmalschutz. Schon im 16. Jahrhundert stand hier eine Kapelle, wie eine Landkarte von 1588 zeigt.
1910 hatte der Weiler 19 Einwohner. Im Ersten Weltkrieg fiel ein Einwohner.
Der Ort gehörte bereits vor der Gemeindegebietsreform zur Gemeinde Bergheim, zu der am 1. Mai 1978 auch die Gemeinden Attenfeld und Unterstall kamen.
Als flächendeckendes Naturdenkmal ist der „Halbtrockenrasen Hennenweidach“ ausgewiesen; für ihn wurde 2004 ein Beweidungskonzept erstellt.